# Яаа Асантева
Яаа Асантева (около 1840 года — 7 октября 1921 года) — Королева-Мать Еджису, части Федерации Ашанти (сейчас это часть Ганы), управляемой её братом Нана Аквази Афране Окпесе, еджисухене (правителем Еджису). В 1900 году она возглавила восстание ашанти против британского колониализма, известное как Война Золотого Трона.

## Причины восстания
Яаа Асантева за время правления своего брата видела, как Федерация Ашанти прошла через ряд испытаний, угрожавших её существованию, в том числе гражданскую войну (1883—1888). После смерти брата Яаа Асантева назначила правителем (еджисухене) своего внука. Когда англичане сослали его на Сейшельские острова в 1896 году вместе с королём Ашанти Премпехом I и другими членами правительства ашанти, Яаа Асантева стала регентом района Еджису-Джуабен. После высылки Премпеха I британский генерал-губернатора Золотого Берега лорд Фредерик Митчелл Ходжсон потребовал выдать ему Золотой Трон (Золотой Стул), символ государства. Подобное неуважение вызвало секретную встречу остальных членов правительства Ашанти в Кумаси, целью которой являлась обсуждение, как добиться возвращения своего короля из ссылки. Среди собравшихся не было единого мнения по этому вопросу. Яаа Асантева, также присутствовавшая на том заседании, встала и обратилась к членам Совета с такими словами, ставшими сейчас очень популярными в Африке:

Сейчас я вижу, что некоторые из вас боятся идти вперёд и бороться за нашего правителя. Во времена Осей Туту, Окомфо Аноки и Опоку Варе начальники не позволили бы захватить их правителя без единого выстрела. Ни один белый не мог себе позволить говорить с лидерами Ашанти так, как говорил губернатор этим утром. Неужто действительно храбрости Ашанти больше нет? Я не верю. Этого не может быть. Я должна сказать следующее: «Если вы, мужчины Ашанти, не пойдёте вперёд, то это сделаем за вас мы». Мы, женщины, сделаем это. Я призову наших женщин. Мы будем бороться с белыми мужчинами. Мы будем стоять на поле боя до последнего.
Яаа Асантева возглавила восстание Ашанти 1900 года, заручившись поддержкой некоторых других лидеров Ашанти, поэтому она является горячо любимым народным героем Ганы.

## Восстание и его последствия
В конце марта 1900 года восставшие осадили британский форт в Кумаси. Он существует до сих пор и сейчас называется Форт Кумаси, в нём находится военный музей. Через несколько месяцев генерал-губернатор Золотого Берега Ходжсон направил порядка 1400 солдат на подавление восстания. Яаа Асантева и 15 её ближайших соратников были схвачены и так же высланы на Сейшельские острова, как и другие лидеры страны, высылаемые ранее. Восстание завершило череду англо-ашантийских войн, продолжавшуюся в течение всего XIX века. 1 января 1902 года англичанам наконец удалось сделать то, что армия Ашанти не позволяла сделать им в течение почти столетия — Федерация Ашанти стала колонией британской короны. Яаа Асантева умерла в изгнании 17 октября 1921. Через три года после её смерти, 27 декабря 1924 года, Премпех I и остальные ашанти, сосланые на Сейшелы вернулись в Ашанти. Премпех I добился того, чтобы тело Яаа Асантева и других ашанти, умерших в изгнании, были перезахоронены с королевскими почестями. Мечта Яаа Асантева об Ашанти, свободной от британцев, исполнилась 6 марта 1957 года, когда Ашанти получила независимость от Британии в качестве провинции новообразованной страны — Ганы, первой независимой африканской страны южнее Сахары.

## Место в истории и память
Яаа Асантева — это самая любимая историческая фигура в Ашанти и в целом в Гане. Своей храбростью в борьбе с британским колониализмом она навсегда вошла в историю Африки. В 1960 году фондом Образования Ганы в Кумаси была создана Средняя женская школа имени Яаа Асантева.
В 2000 году в Гане проводилось недельное празднование столетия подвига Яаа Асантева. В рамках этих торжеств в городе Квасо в Еджису-Джуабенском районе Ганы 3 августа 2000 года был создан музей в её честь. К сожалению, пожар 23 июля 2004 года уничтожил несколько исторических реликвий, включая её сандалии и боевое облачение (batakarikese). Сейчас королевой-матерью Еджису является Яаа Асантева II. 1—5 августа 2006 года в Еджису проводился Второй фестиваль Яаа Асантева.
В Западном Лондоне существует Центр Яаа Асантева, являющийся центром афро-карибского искусства и общественным центром.
Сценическое шоу «Яаа Асантева — Королева-воин», с участием барабанщика Гая Уоррена и других панафриканских артистов, гастролировало по Великобритании и Гане в 2000—2001 годах.